# Ole Herman Krag

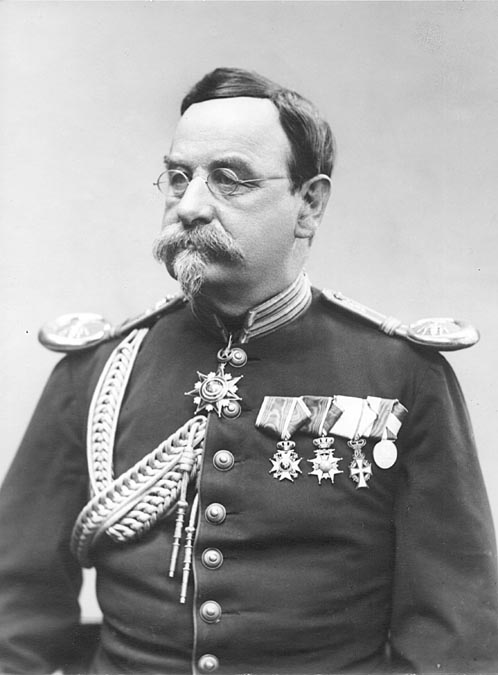
Ole Herman Krag

Ole Herman Johannes Krag, född 7 april 1837 i Vågå, död 9 april 1916 i Paris, begravd i Oslo januari 1917. Ole Herman Krag var en norsk artilleriingenjör, uppfinnare och gevärskonstruktör. Han var son till Hans Peter Schnitler Krag och bror till Peter Rasmus och Hans Hagerup Krag. 1870 gifte han sig med Karen Elise Theodora Collett (1844–1926).
Krag antogs som kadett 1854 samtidigt som han studerade bl.a. konstruktionsritning på Den Kongelige Kunst- og Tegneskolen i Christiania, blev utexaminerad som artilleriofficer 1857 och var verksam som ingenjör där han förutom väg- och järnvägsbygge kring Drammenbanan även blev den förste norske bergsprängare att använda nitroglycerin.
1866 blev han beordrad till gevärsfabriken i Kongsberg som kontrollofficersaspirant, där han fick vidareutbildning närmast motsvarande bössmakarens.
1868 befordrad till kontrollofficer, och sedan 1870 placerad vid Kongsberg Våpenfabrikk vars direktör han var 1880–95. 1872 konstruerade han tillsammans med Axel Jacob Petersson Krag–Petersson-geväret, vilket var det första repetergevär i världen som antogs för tjänstebruk.
Senare konstruerade han tillsammans med Erik Jørgensen Krag–Jørgensen M/1894, vilket antogs för Norges, Danmarks och USA:s arméer och sammanlagt producerades i över 800 000 exemplar.
Krag hann bli utnämnd till fälttygmästare med överstes grad 1895 och besatt posten tills han 1902 uppnådde åldersgränsen och fick avsked.
Han har även fått Krags gate i Kongsberg uppkallad efter sig.